# Giacomo Guglielmi
Giacomo Guglielmi (Massa, 16 agosto 1782 – 1840) è stato un tenore, violinista e docente italiano; fu un cantante d'opera dotato di voce non molto potente ma agile, di timbro particolarmente gradevole, adatto al repertorio rossiniano sia buffo che lirico; si esibì in molti dei più noti teatri lirici italiani e francesi.

## Biografia
Nacque in una famiglia di musicisti che affondava le sue radici nel secolo XVI, quinto figlio del noto compositore operistico Pietro Alessandro Guglielmi che ben presto lo avviò allo studio della musica sotto la guida del concittadino Ferdinando Mazzanti, cantante e violinista, dal quale apprese, oltre all'arte del canto anche la tecnica del violino. Visse in famiglia fino al 1804, anno di morte del padre.
Appena sedicenne, l'11 ottobre 1798, aveva fatto una prima sortita come tenore debuttando al Teatro Carcano di Milano, nella Ines de Castro, dramma per musica di Nicola Antonio Zingarelli, nella parte di Re Alfonso IV; un ruolo che riprese anni dopo, nel 1805 al Teatro di Torre Argentina di Roma, in una nuova versione di quello stesso dramma musicato stavolta dal suo fratello maggiore Pietro Carlo Guglielmi, che lo aiutò chiamandolo a cantare.
Il 30 settembre di quell'anno fu al Teatro Valle di Roma per Mirandolina, melodramma buffo di Giuseppe Farinelli, nel ruolo del cavaliere di Sassoduro; fu ripreso il 14 ottobre. L'11 settembre, nello stesso teatro, fu rappresentata La finta contadina su libretto di Gaetano Rossi, un melodramma giocoso nel quale egli interpretò la parte di "Carlo". Sempre nel 1805 si sposò con una ragazza romana di nome Maria Rigani.
Nel 1808 si spostò a Venezia dove al Teatro la Fenice, il 27 aprile, cantò la parte di Carlo ne La festa della rosa, melodramma comico di Stefano Pavesi su libretto di Gaetano Rossi. Il 1° giugno fu rappresentata Elisa di Simone Mayr ed egli interpretò la parte di Teorindo; al Teatro San Benedetto vi fu una ripresa de La festa della rosa che ben conosceva.
Al principio del 1811 decise di fare una tournée a Parigi; dove all’allora Théâtre du Palais Royal, poi divenuto l'Opéra, fu Darete in Pirro re dell’Epiro, dramma serio di Giovanni Paisiello su libretto di Giovanni de Gamerra, eseguito alla presenza di Napoleone I. Restò nella capitale francese fino al 10 luglio 1813 per la ripresa, nel Théâtre de la impératrice, ora Opéra Garnier, del dramma giocoso Sire Marcantoine di Stefano Pavesi su libretto di Angelo Anelli.
Il 3 ottobre 1814 era a Bologna dove, inaugurandosi il Teatro Contavalli si dava per l’occasione la farsa in musica di Carlo Coccia Una fatale supposizione e ne interpretò il ruolo di Gustavo. In seguito, a Roma per la stagione di fine anno e carnevale, il 26 dicembre era in programma il dramma buffo Un qui pro quo di Pietro Romani, libretto di Gustavo Gasbarri, in cui fu il Marchese di Monte Aperto.
L’occasione più prestigiosa offertagli nella sua carriera fu la scrittura che ebbe per la prima assoluta, il 25 gennaio 1817 al Teatro Valle di Roma, de La Cenerentola di Gioacchino Rossini, su libretto di Jacopo Ferretti sotto la direzione dello stesso Rossini. In questo "melodramma giocoso" il Guglielmi impersonò Ramiro, il principe travestito da scudiero, avendo a fianco il mezzosoprano Geltrude Righetti Giorgi, il basso lirico Giuseppe De Begnis, il basso serio Zenobio Vitarelli, il basso buffo Andrea Verni; le rappresentazioni si protrassero fino al 18 febbraio. Ancora al Teatro Valle, il 25 maggio 1818 diede voce al personaggio di Antioco nell'oratorio di Vittorio Trento su testo di Filippo Tarducci. Alcuni mesi dopo, il 26 ottobre, vi fu una ripresa de La Cenerentola al Teatro Apollo di Roma ancora diretta da Rossini con gli stessi interpreti compreso il Guglielmi. Il 5 gennaio 1819 al Teatro Nuovo di Napoli impersonò il ruolo del principe Enrico ne La gioventù di Enrico V, un dramma giocoso di Luigi Carlini su libretto di Felice Romani, infine il 19 gennaio 1820 nello stesso teatro fu il conte Federico di Lamberg nel dramma giocoso Violenza e Costanza di Saverio Mercadante, libretto di Andrea Leone Tottola, col soprano Carolina Brizzi, il mezzosoprano Teresa Cecconi nonché il basso Gennaro Luzio.
Nel 1830 si ritirò dalle scene; fu insegnante di canto e autore di un metodo per l'apprendimento di quell'arte, stampato a Tolosa. Morì intorno al 1840.